# Belényesforró
Belényesforró (Forău), település Romániában, a Partiumban, Bihar megyében.

## Fekvése
Belényestől északnyugatra, Belényesörvényes, Gyepüpataka és Körösszáldobágy közt fekvő település.

## Története
Belényesforró nevét 1552-ben említették először Toplytza néven. 1587-ben Forrófalwa, 1598-ban Forrofalva, 1600-ban Forro Falva, 1692-ben Forro, 1808-ban Forro (Dzsoszan-), 1888-ban Dsoszan-Forró, 1913-ban Belényesforró néven írták.
A török hódoltságig a római-, utána a görögkatolikus püspökség birtoka volt.
1910-ben 1354 lakosából 1345 román, 8 magyar volt. Ebből 1314 görögkeleti ortodox, 25 görögkatolikus volt.
A trianoni békeszerződés előtt Bihar vármegye Belényesi járásához tartozott.